# Rhodiola junggarica
Rhodiola junggarica är en fetbladsväxtart som beskrevs av C.Y. Yang och N.R. Cui. Rhodiola junggarica ingår i släktet rosenrötter, och familjen fetbladsväxter. Inga underarter finns listade i Catalogue of Life.